# Premio E.T.A. Hoffmann

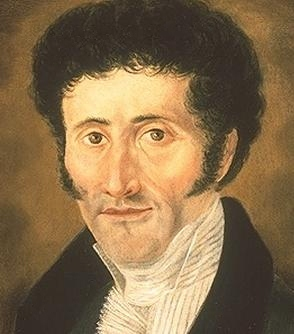
E. T. A. Hoffmann

El Premio E. T. A. Hoffmann (en alemán: E. T. A. Hoffmann Preis) es un premio literario otorgado anualmente desde 1989 por la ciudad de Bamberg, en Baviera. Toma su nombre del escritor y compositor romántico Ernst Theodor Amadeus Hoffmann, que vivió y trabajó en Bamberg entre 1808 y 1813.
Está dotado con 6.000 euros, divisibles en caso de haber varios ganadores.

## Ganadores
- 2016, Heidrun Schimmel y Bernd Wagenhäuser, artista textil y escultor[1][2]
- 2014, Bernhard Schemmel, germanista, etnógrafo y bibliotecario, Presidente de la Sociedad E. T. A. Hoffmann[3]
- 2012, Musikverein de Bamberg[4]
- 2010, Bernd Goldmann, exdirector de la Casa de los artistas internacionales (Internationales Künstlerhaus) "Villa Concordia" en Bamberg[5]
- 2008, Horst Lohse, compositor
- 2006, Albrecht Mayer, oboísta[6]
- 2004, Gerhard C. Krischker, escritor y editor
- 2002, Gerhard Weinzierl, musicólogo y pedagogo
- 2000, Paul Maar, escritor
- 1998, Werner Kuhn, fotógrafo
- 1996, Tankred Dorst y Ursula Ehler, escritores
- 1994, Edgar Krapp, organista
- 1992, Hans Neubauer, presidente de la Sociedad de Amigos del Arte, crítico, escritor
- 1989, Hans Wollschläger, escritor y traductor